# Hombres G
Hombres G és una de les bandes espanyoles de pop rock amb més transcendència des de la seva aparició a principis dels anys vuitanta fins a l'actualitat, donada les seves xifres de vendes i la dimensió del seu èxit, que inclou des d'Espanya fins a Amèrica i alguns punts de Portugal.

## Components del grup

### David Summers
David Summers Rodríguez nasqué el 26 de febrer de 1964 a Madrid. És fill del conegut productor de cinema Manuel Summers i Consuelo Rodríguez. En David és el vocalista del grup madrileny, toca el baix o la guitarra i també és el compositor de les cançons. És un aficionat de la boxa, el dibuix i les joguines antigues.
Entre el 1992 i 2002 on Hombres G es van prendre un descans, David va continuar la seva carrera musical en solitari. Va treure quatre àlbums, els quals no van tenir tant d'èxit com els discs amb Hombres G.

### Rafa Gutiérrez
Rafael Gutiérrez Muñoz va néixer l'11 d'abril de 1960. Es tracta del primer guitarrista del grup i també compositor d'algunes de les cançons juntament amb en David. De jove era agent comercial i dissenyador, però ho va deixar. En Rafa ja estava casat quan començà amb Hombres G, però al cap de poc es divorcià. Els seus gustos musicals passen per The Beatles i David Lee Roth. Quan el grup es dissolgué l'any 1992, Rafa va crear un grup anomenat Rafa & Co que no va tenir gaire èxit.

### Dani Mezquita
Daniel Mezquita Hardy nasqué el 10 de juny de 1965. És la segona guitarra del grup després d'en Rafa, però també toca els teclats. Fill de Carlos Mezquita i Wanda Hardy, i casat amb Elena Portabales amb la qual ha tingut dos fills. En Dani és un aficionat a la fotografia i els seus grups de música preferits són The Beatles i Queen. En el període de descans es va convertir en director de marketing de la discogràfica DRO East West.

### Javi Molina
Francisco Javier de Molina Burgos va néixer el 16 de juny de 1964. Molina és el bateria del grup madrileny. La seva afició són els animals i el món de l'ecologia. Els seus animals preferits són els rinoceronts i els micos. Durant el període de descans en Javi es va dedicar per complet al seu bar "Pop 'n' Roll" situat a Madrid.

## Discografia

### Àlbums
- 01 Hombres G - 1985
- 02 La Cagaste... Burt Lancaster - 1986
- 03 Estamos locos... ¿o qué? - 1987
- 04 Agitar antes de usar - 1988
- 05 Voy a pasármelo bien - 1989
- 06 Ésta es tu vida - 1990
- 07 Historia del bikini - 1992
- 08 Peligrosamente Juntos - 2002 a Amèrica - 2003 a Espanya

(Compilació)
- 09 Todo esto es muy extraño - 2004
- 10 10 - 2007
- 11 Desayuno continental - 2010

### Singles
- 01 Milagro En El Congo / Venezia - 1983
- 02 Marta Tiene Un Marcapasos / La Cagaste... Burt Lancaster - 1983
- 03 Venezia / Hace Un Año - 1985
- 04 Dejad Que Las Niñas Se Acerquen a mí / Lawrence de Arabia - 1985
- 05 Devuélveme a mi chica / Nassau - 1985
- 06 Visite Nuestro Bar / En La Playa - 1986
- 07 Te quiero / Indiana - 1986
- 08 Marta Tiene Un Marcapasos / Tomasa Me Persigue - 1986
- 09 El Ataque de Las Chicas Cocodrilo / La Carretera - 1986
- 10 Una Mujer de Bandera / Temblando - 1987
- 11 No, no... no / ¿Qué Te He Hecho Yo? - 1987
- 12 Y Cayó La Bomba / Huellas En La Bajamar - 1987
- 13 Temblando / Huellas En La Bajamar - 1987
- 14 Master Mix / Slow Mix - 1987
- 15 Tengo Una Chica / Viernes - 1988
- 16 Nassau / Viernes (instrumental) - 1988
- 17 Si No Te Tengo A Ti / La Madre de Ana - 1988
- 18 Suéltate El Pelo / Nassau - 1988
- 18 He Recuperado Mi Cabello
- 19 Voy A Pasármelo Bien / Esta Tarde - 1989
- 20 Te necesito / México - 1989
- 21 Chico Tienes Que Cuidarte / Dulce Belén - 1989
- 22 Madrid, Madrid / Madrid, Madrid (Instrumental) - 1989
- 23 Ésta es tu vida/ Ésta es tu vida II - 1990
- 24 Estoy Pintando Tu Sonrisa - 1990
- 25 Rita / Voy A Hablar Con Él - 1990
- 26 La Primavera - 1990
- 27 Te Dejé Marchar (Composta per David Summers i interpretada només una vegada per Hombres G en directe, Expo 92')
- 28 Un Minuto Nada Más - 1992
- 29 El Orgullo de Mamá / El Orgullo de Mamá - 1992
- 30 Tormenta Contigo - 1992
- 31 Lo Noto - 2002
- 32 No Te Escaparás - 2003
- 33 ¿Por Qué No Ser Amigos? - 2004 amb Dani Martín
- 34 ¿Qué Soy Yo Para Ti? - 2004
- 35 No Lo Sé - 2004
- 36 Me Siento Bien - 2007
- 37 Nunca más - 2007
- 38 Hombre Real - 2007
- 38 Separados - 2010
- 39 El secreto de vivir - 2010

### Videoclips
- 01 Venezia
- 02 Devuélveme A Mi Chica
- 03 Indiana
- 04 Te Quiero
- 05 Marta Tiene Un Marcapasos
- 06 Una Mujer de Bandera
- 07 Sólo Me Faltas Tú
- 08 Y Cayó La Bomba Fétida
- 09 En Mi Coche
- 10 Si No te Tengo A ti
- 11 Suéltate El Pelo
- 12 Voy A Pasármelo Bien
- 13 Chico, Tienes Que Cuidarte
- 14 Ésta es tu vida
- 15 Estoy Pintando Tu Sonrisa
- 16 Un Minuto Nada Más
- 17 Lo Noto
- 18 No Te Escaparás
- 19 ¿Por Qué No Ser Amigos?
- 20 ¿Qué Soy Yo Para Ti?
- 21 No Lo Sé
- 22 He de Saber
- 23 Me Siento Bien
- 24 Hombre Real
- 24 Separados
- 24 El Secreto De Vivir

### Recopilatoris
- 01 Grandes Éxitos - 1986
- 02 Los Singles 1984 - 1993 - 1993
- 03 Las Baladas - 1996
- 04 El Lado B de Los Singles - 1997
- 05 Simplemente Lo Mejor - 1998
- 06 Lo Mejor de... - 1998
- 07 Hombres G 1985 - 1992 - 2001
- 08 Los Singles 1985 - 2005 - 2006

### Altres
- 01 Un Par de Palabras
- 02 En Directo Las Ventas 1 de Julio 2003 (DVD)
- 03 El Año Que Vivimos Peligrosamente 2004 (CD)
- 04 En Directo Hombres G + El Canto del Loco. Estadio Vicente Calderón 6 de julio 2005 (DVD)
- 05 Los singles 1985-2005 (DVD)
- 06 En la playa (DVD)

## Filmografia
- Sufre Mamón - 1987, dirigida per Manuel Summers.
- Suéltate El Pelo - 1988, dirigida per Manuel Summers.